# Russell Howard
Russell Joseph Howard (ur. 23 marca 1980 w Bristolu) – brytyjski komik, uprawiający komedię typu stand-up i występujący w rozrywkowych programach telewizyjnych.
Ukończył studia ekonomiczne na University of the West of England. Karierę komediową rozpoczął w 1999 roku.
W latach 2006–2010 był stałym panelistą w programie Mock the Week. Od 2009 roku prowadzi własny program Russell Howard's Good News. W latach 2006–2008 na antenie radia BBC 6 Music prowadził wraz z Jonem Rochardsonem audycję The Russell Howard Show.

## Nagrody i wyróżnienia
| Rok  | Kategoria     | Tytułem        | Nagroda         | Nota | Źródło |
| ---- | ------------- | -------------- | --------------- | ---- | ------ |
| 2015 | Best Comedian | Russell Howard | Kerrang! Awards | Laur | [ 1 ]  |